# El ritmo de las olas
El ritmo de las olas es el sexto álbum del dúo musical gaditano Andy y Lucas.

## Lista de canciones
| N.º | Título                       | Escritor(es)                  | Duración |  |
| 1.  | «Porque contigo me voy»      | Lucas González                | 4:10     |  |
| 2.  | «Llévatela»                  | Lucas González                | 4:00     |  |
| 3.  | «El ritmo de las olas»       | Lucas González                | 3:54     |  |
| 4.  | «Echándote de menos»         | Lucas González                | 3:36     |  |
| 5.  | «Dime por qué» (con Pitingo) | Andy Morales · Lucas González | 4:22     |  |
| 6.  | «Dame la esperanza»          | Lucas González · Ismael Moya  | 3:45     |  |
| 7.  | «Vuelve a mí»                | Andy Morales · Ismael Moya    | 3:31     |  |
| 8.  | «Que me quiten mi dinero»    | Lucas González                | 4:00     |  |
| 9.  | «A mí me vuelve loco»        | Lucas González                | 3:57     |  |
| 10. | «Qué bonito es»              | Andy Morales · Lucas González | 4:30     |  |
| 11. | «Algo diferente»             | Ismael Moya                   | 3:36     |  |
| 12. | «Permite que te diga»        | Andy Morales · Ismael Moya    | 4:03     |  |
| 13. | «Dime por qué»               | Andy Morales · Lucas González | 4:21     |  |

- Datos: Q15640720